# Arteria glútea superior
La arteria glútea superior es una arteria que se origina como rama extrapélvica de la arteria ilíaca interna. Es su rama más grande, y aparece como la continuación de la división posterior de dicho vaso.

## Trayecto y distribución
Según Anatomía de Gray, es una arteria corta que discurre hacia atrás entre el tronco lumbosacro y el primer nervio sacro, y, pasando por fuera de la pelvis, por encima del borde superior del músculo piriforme, inmediatamente se divide en dos ramas, superficial y profunda. Dentro de la pelvis emite unas pocas ramas hacia el músculo ilíaco, el músculo piriforme y el músculo obturador interno, y, justo antes de salir de dicha cavidad, una arteria nutricia que entra en el ilion.

## Ramas y distribución
Según Dorland, 27.ª edición, presenta ramas para el músculo piramidal, el plexo sacro y el periostio, y, fuera de la pelvis, se divide en tres ramas, una profunda entre los músculos glúteo medio y glúteo menor, a los que irriga, y otras dos superficiales entre el glúteo mayor y el glúteo medio, a los que igualmente distribuye sangre.
Como se ha dicho anteriormente, según Anatomía de Gray, presenta una rama superficial y otra profunda:
Rama superficial
La rama superficial entra en la superficie profunda del músculo glúteo mayor, y se divide a su vez en numerosas ramas, algunas de las cuales irrigan el músculo y se anastomosan con la arteria glútea inferior, mientras que otras perforan su origen tendinoso, e irrigan el integumento que cubre la superficie posterior del hueso sacro, anastomosándose con las ramas posteriores de las arterias sacras laterales.
Rama profunda
La rama profunda pasa por debajo del músculo glúteo medio y casi inmediatamente se divide a su vez en dos.
De las dos divisiones, la superior continúa el trayecto original del vaso, pasando a lo largo del borde superior del músculo glúteo menor hacia la espina ilíaca anterior superior, anastomosándose con la arteria circunfleja ilíaca profunda y la rama ascendente de la arteria circunfleja femoral lateral.
La división inferior cruza oblicuamente el músculo glúteo menor hacia el trocánter mayor, distribuyendo ramas hacia los glúteos y anastomosándose con la arteria circunfleja femoral lateral.
Algunas ramas perforan el músculo glúteo menor e irrigan la articulación de la cadera.

### Ramas en la Terminología Anatómica
La Terminología Anatómica recoge las siguientes ramas:
A12.2.15.014 Rama superficial de la arteria glútea superior (ramus superficialis arteriae gluteae superioris).
A12.2.15.015 Rama profunda de la arteria glútea superior (ramus profundus arteriae gluteae superioris).
- A12.2.15.016 Rama superior de la rama profunda de la arteria glútea superior (ramus superior ramus profundi arteriae gluteae superioris).
- A12.2.15.017 Rama inferior de la rama profunda de la arteria glútea superior (ramus inferior ramus profundi arteriae gluteae superioris).

## Imágenes adicionales

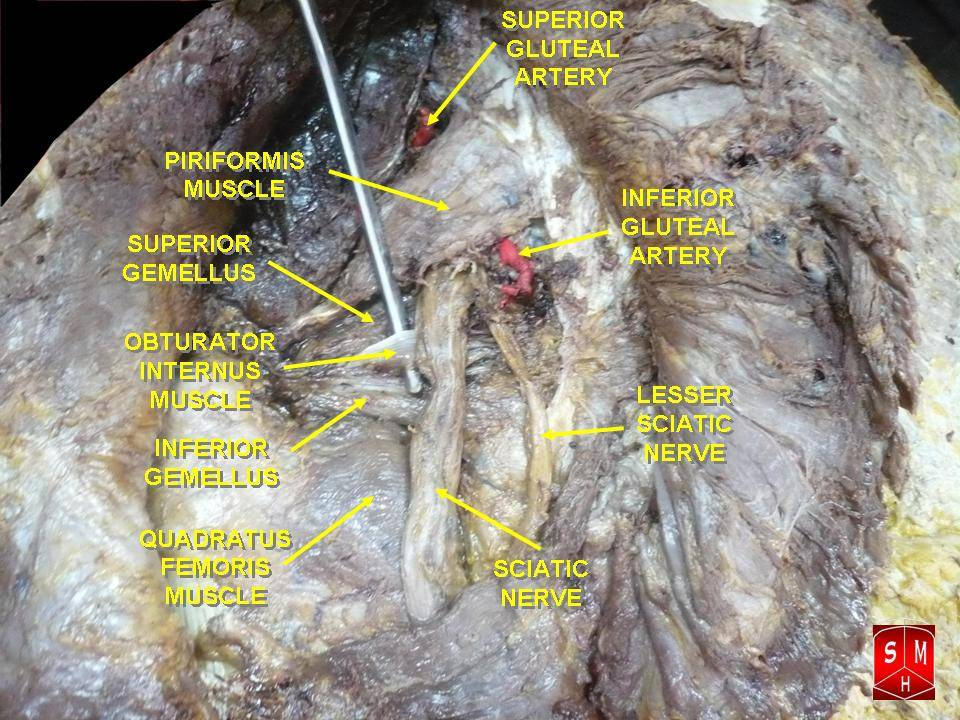
Arteria glútea superior en una disección.
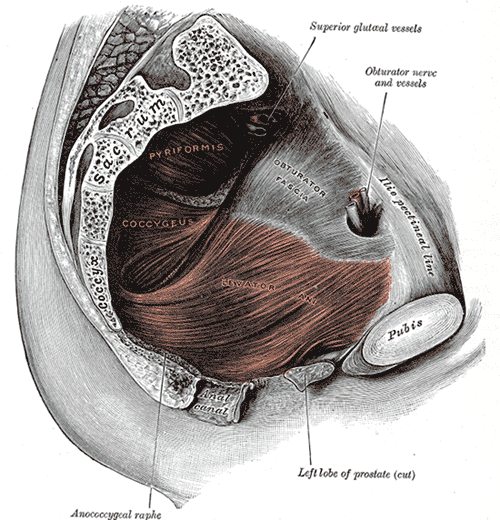
Músculo elevador del ano izquierdo visto desde dentro.
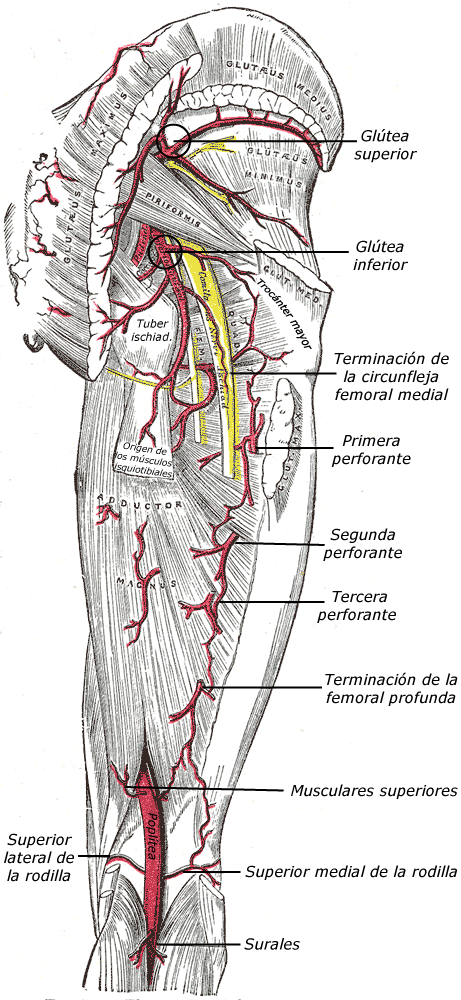
Arterias de las regiones glútea y femoral posterior.
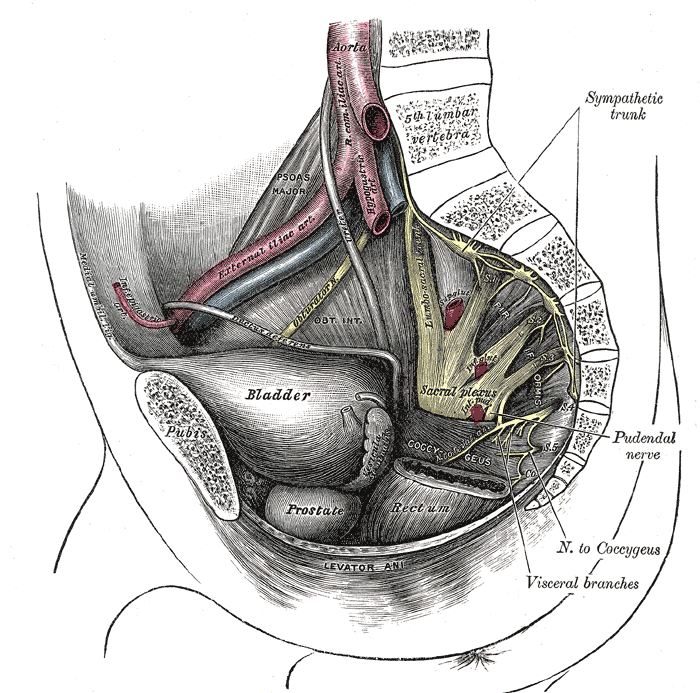
Disección de la pared lateral de la pelvis mostrando los plexos sacro y pudendo.
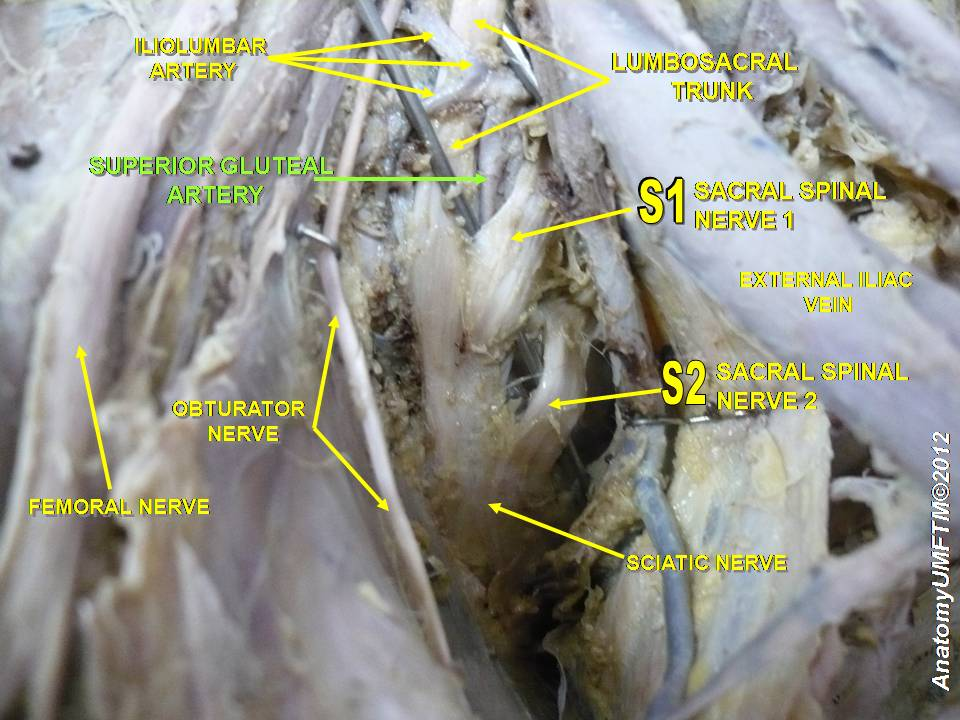
Arteria glútea superior en una disección.